# Tipula (Acutipula) hemmingseniana
Tipula (Acutipula) hemmingseniana is een tweevleugelige uit de familie langpootmuggen (Tipulidae). De soort komt voor in het Oriëntaals gebied.